# Файловий сервер
Файло́вий се́рвер (файл-се́рвер, англ. file server) — це виділений сервер, призначений для виконання файлових операцій введення-виведення, який зберігає файли будь-якого типу. Як правило, має великий обсяг дискового простору, реалізованого у формі RAID-масиву для забезпечення безперебійної роботи та підвищеної швидкості запису та читання даних.
Зараз більшість інформації зберігається не тільки на фізичних серверах, але і на віртуальному сервері.

## Програмна архітектура «файл-сервер»
Файл-серверними називаються такі застосунки, які схожі за своєю структурою на локальні застосунки, але використовують мережевий ресурс для зберігання даних у вигляді окремих файлів. Функції сервера в такому випадку зазвичай обмежуються зберіганням даних (можливе також зберігання виконуваних файлів), а обробка даних відбувається винятково на боці клієнта. Кількість клієнтів обмежена десятками через неможливість одночасного доступу на запис до одного файлу. Проте клієнтів може бути в кілька разів більше, якщо вони звертаються до файлів винятково в режимі читання.
Переваги:
- низька вартість розробки;
- висока швидкість розробки;
- невисока вартість оновлення та зміни програмного забезпечення.

Недоліки:
- зростання кількості клієнтів різко збільшує об'єм трафіку та навантаження на мережі передачі даних;
- високі витрати на модернізацію та супровід сервісів бізнес-логіки на кожній клієнтській робочій станції;
- низька надійність системи.